# Neuroscelio doddi
Neuroscelio doddi (лат.) — вид наездников рода Neuroscelio из семейства Neuroscelionidae (ранее в Scelionidae, по другим классификациям). Австралия.

## Описание
Мелкие наездники, длина от 2,26 до 2,44  мм. От близких видов отличается следующими признаками: кили тергита T2 самые короткие посередине, самые длинные по бокам, оставляя большую гладкую область сзади медиально; темя, мезоскутум и мезоскутеллюм в крупных плотных точках. Темя с рассеянной пунктировкой на всем протяжении или в крупных плотных точках. Глаза опушенные. Усики 12-члениковые. Брюшко короткое и широкое. Предположительно, как и близкие группы, паразитоиды яиц насекомых.